# Xã Sheffield, Quận Lorain, Ohio
Xã Sheffield (tiếng Anh: Sheffield Township) là một xã thuộc quận Lorain, tiểu bang Ohio, Hoa Kỳ. Năm 2010, dân số của xã này là 3.720 người.